# Jock Kennedy
Sir Thomas Lawrie „Jock“ Kennedy, GCB, AFC&Bar, DL (* 19. Mai 1928 in Hawick, Schottland; † 18. Mai 2013) war ein britischer Luftwaffenoffizier der Royal Air Force, der zuletzt im Range eines Generals (Air Chief Marshal) zwischen 1983 und 1986 als Mitglied für Personal (Air Member for Personnel) dem Luftwaffenausschuss (Air Force Board) angehörte.

## Leben

### Militärische Ausbildung und Luftwaffenoffizier
Kennedy trat nach dem Besuch der High School in seiner Geburtsstadt Hawick im April 1946 als Soldat seinen Militärdienst (National Service) in der Luftwaffe an, begann aber bereits ein halbes Jahr später im Januar 1947 als Flight Cadet seine Offiziersausbildung in der B-Squadron am Royal Air Force College Cranwell. Er gehörte damit zum zweiten Offiziersausbildungsjahrgang nach dem Zweiten Weltkrieg. Er war Mitglied der Collegemannschaft in Fechten und wurde mit der nach Philip Sassoon benannten Philip Sassoon Memorial Trophy ausgezeichnet. Nach Abschluss der Ausbildung wurde er am 8. April 1949 als Oberleutnant (Flying Officer) als Berufsoffizier (Permanent Commission) in die RAF übernommen. Nach dem Besuch eines Pilotenlehrgangs an einer Flugausbildungsschule wurde er Pilot bei der mit Handley Page Hastings-Transportflugzeugen ausgestatteten No. 297 Squadron RAF und flog mit dieser Einsätze bei der Berliner Luftbrücke. Während seiner darauf folgenden Verwendungen als Pilot bei der No. 53 Squadron RAF sowie der No. 511 Squadron RAF wurde er am 8. November 1951 zum Hauptmann (Flight Lieutenant) befördert. 1952 flog er eine Handley Page Hastings zur Unterstützung bei einem von Air Vice Marshal Dermot Boyle geleiteten siebenwöchigen Rundflug von vier English Electric Canberra-Kampfflugzeug, der 24.000 Meilen und 14 Länder Südamerikas umfasste. Hierfür erhielt er am 1. Juni 1953 das Air Force Cross (AFC).
Nachdem Kennedy 1953 an einem Offiziersaustauschprogramm in der 36. Staffel der Royal Australian Air Force (RAAF) teilgenommen und in dieser Zeit Versorgungsflüge während des Koreakrieges geflogen hatte, besuchte er selbst einen Lehrgang für das English Electric Canberra-Kampfflugzeug und wurde danach 1955 Fliegerischer Kommandeur der mit diesem Flugzeugtyp ausgestatteten No. 27 Squadron RAF, mit der er an Einsätzen während der Suezkrise teilgenommen hatte.

### Stabsoffizier
Nach seiner Beförderung zum Major (Squadron Leader) am 1. Juli 1957 wurde er Leitender Pilot bei der Royal Radar Establishment (RRE), der Radarforschungsanstalt der Royal Air Force, und erhielt für seine dortigen Verdienste als Pilot von Vickers Valiant-Bombern zum 1. Januar 1960 auch eine Spange zum Air Force Cross (AFC&Bar). Im Anschluss wechselte er zum Auswahlausschuss des RAF College Cranwell und besuchte daraufhin 1962 das Royal Naval College, Greenwich, wo er am 1. Juli 1962 auch seine Beförderung zum Oberstleutnant (Wing Commander) erhielt. 
Danach wurde Kennedy am 7. September 1962 Operationsoffizier im Stab der Luftstreitkräfte im Mittleren Osten (Air Forces Middle East) sowie am 27. Dezember 1965 Kommandeur (Commanding Officer) der mit Bristol Britannia-Transportflugzeugen ausgestatteten No. 99 Squadron RAF auf dem Militärflugplatz RAF Lyneham. Mit dieser Einheit flog er im November 1965 Einsätze im Rahmen einer Luftbrücke nach Sambia, nachdem Südrhodesien als Republik Rhodesien einseitig die Unabhängigkeit von Großbritannien erklärt hatte. Nach seiner Beförderung zum Oberst (Group Captain) am 1. Juli 1967 wurde er am 4. August 1967 Gruppenleiter für strategische Operationen im Hauptquartier des neu aufgestellten Luftunterstützungskommandos (RAF Air Support Command) sowie daraufhin 1970 Kommandant des Luftwaffenstützpunktes RAF Brize Norton.

### Aufstieg zum Air Chief Marshal und Ruhestand
Kennedy wurde am 1. Januar 1971 zum Brigadegeneral (Air Commodore) befördert und fungierte anschließend zwischen dem 5. April 1971 und dem 22. Dezember 1973 als stellvertretender Kommandant des RAF Staff College Bracknell. Danach wurde er Referatsleiter für Luftunterstützung in der Operationsabteilung des Luftstabes (Air Staff) und besuchte daraufhin ab dem 13. Januar 1976 das Royal College of Defence Studies (RCDS) in London.
Im Anschluss übernahm Kennedy am 2. April 1977 den Posten als Kommandeur der Nordseeluftregion (Northern Maritime Air Region) sowie in Personalunion Kommandeur AOC (Air Officer Commanding) für Schottland und Nordirland und wurde als solcher am 1. Juli 1977 auch zum Generalmajor (Air Vice Marshal) befördert. Darüber hinaus wurde er am 3. Juni 1978 zum Companion des Order of the Bath (CB) ernannt. Er war im Anschluss als Nachfolger von Air Marshal Robert Freer zwischen dem 15. Dezember 1979 und seiner Ablösung durch Air Marshal Peter Bairsto am 2. Februar 1981 stellvertretender Oberkommandierender des RAF Strike Command (Deputy Air Officer Commander-in-Chief) des Luftwaffenangriffskommandos (RAF Strike Command). In dieser Verwendung wurde er am 31. Dezember 1979 zum Knight Commander des Order of the Bath (KCB) geschlagen und führte fortan den Namenszusatz „Sir“. Des Weiteren wurde er am 1. Juli 1980 auch zum Generalleutnant (Air Marshal) befördert.
Am 2. Februar 1981 wurde Kennedy Nachfolger von Air Marshal Peter Terry als Oberkommandierender der britischen Luftstreitkräfte in Deutschland (RAF Germany) und war als solcher zugleich in Personalunion Kommandeur der 2. Taktischen Luftflotte (RAF Second Tactical Air Force), ehe er in diesen beiden Verwendungen am 9. April 1983 von Air Marshal Patrick Hine abgelöst wurde. Zuletzt wurde er am 7. Mai 1983 Nachfolger von Air Marshal Charles Ness als Mitglied für Personal (Air Member for Personnel) im Luftwaffenausschuss (Air Force Board) und übte diese Funktion bis zu seinem Eintritt in den Ruhestand am 10. Mai 1986 aus, woraufhin er durch Air Marshal Anthony Skingsley abgelöst wurde. Als solcher war er vom 22. August 1983 bis zum 10. Mai 1986 zugleich Aide-de-camp von Königin Elisabeth II. für die Luftstreitkräfte. Er wurde ferner am 1. Juli 1983 zum General (Air Chief Marshal) befördert und zudem am 31. Dezember 1984 als Knight Grand Cross des Order of the Bath (GCB) ausgezeichnet.
Nach seinem Ruhestand wurde Kennedy Kontrolleur des Wohltätigkeitsfonds der Luftstreitkräfte (RAF Benevolent Fund) und war zudem zwischen 1987 und 1992 Direktor des Flugzeugzulieferunternehmens Dowty Group. 1987 wurde er ferner Ehrenbürger von London und war des Weiteren Ehrenmitglied (Honorary Liveryman) der Gilde der Obsthändler (Worshipful Company of Fruiterers). Am 9. Januar 1989 wurde er außerdem Deputy Lieutenant (DL) der Grafschaft Leicestershire und übernahm danach am 1. April 1997 den Posten als Lord Lieutenant von Rutland. Er übte diese Funktion als Vertreter der Königin in dieser Grafschaft bis zum 19. Mai 2003 aus und wurde dann durch Laurence Howard abgelöst. Zeitweise war er außerdem Vize-Vorsitzender der East Midlands Reserve Forces’ and Cadets’ Association.